# 美帝敢来就给他死
美帝敢來就給他死（朝鲜语：미제가 덤벼들면 죽음을 주리）是一首朝鮮民主主義人民共和國軍歌，由崔俊慶和梁英哲填詞。這是一首激烈的反美宣傳歌曲，表達了在主體思想的號召下擊滅美帝國主義侵略者，給予其千百倍復仇的決心。歌名是朝鮮語的“送給他死亡”直譯。

## 延伸閲讀
- 反美主義
- 主體思想

## 外部鏈接
- Billbill上的《美帝敢来就给他死》